# Поульсен, Мортен
Мортен Поульсен (дат. Morten Poulsen; род. 9 сентября 1988, Хернинг, Рингкёбинг) — датский хоккеист, нападающий. Игрок сборной Дании и . Участник нескольких чемпионатов мира.

## Карьера
Начинал свою карьеру Мортен Поульсен в родном клубе «Хернинг Блю Фокс». На своей родине он также выступал и за ряд других команд. В течение нескольких сезонов нападающий играл за «Оскарсхамн», который участвовал в низших шведских дивизионах.
Сезон 2015/16 датчанин провел в австрийском «Граце Найнти Найнерс». По окончании первенства с Поульсеном подписал контракт финский клуб СМ-Лиги «Пеликанс». В 2018 году вернулся в клуб «Блю Фокс».

## Сборная
С 2005 года Поульсен играл за юношеские и молодежную сборную Дании. В 2007 году становился лучшим бомбардиром и лучшим нападающим молодежного ЧМ в первом дивизионе. В национальной команде он дебютировал в 2010 году. С тех пор нападающий в её составе регулярно принимает участие на крупных турнирах, включая Чемпионаты мира.

## Семья
Брат Мортена Йеспер — также является хоккеистом и входит в состав сборной Дании.

## Достижения
- Чемпион Дании (3): 2007, 2008, 2011.